# Лейбак, Иньяс Ксавье Жозеф
Инья́с Ксавье́ Жозе́ф Лейба́к (фр. Ignace Xavier Joseph Leybach; 17 июля 1817, Гамбсхейм, Эльзас — 23 мая 1891, Тулуза) — французский композитор, пианист и органист.
Учился у страсбургского органиста Жозефа Вакенталера, затем занимался в Париже как пианист под руководством Фридерика Шопена, Иоганна Петера Пиксиса и Фридриха Калькбреннера. С 1844 года — титулярный органист собора Святого Этьенна в Тулузе. Опубликовал трёхтомное руководство по игре на органе. Сочинял как органную и хоровую церковную музыку, так и салонные фортепианные пьесы, из которых на долгое время закрепились в репертуаре пианистов Ноктюрн № 5 и Изящная фантазия на темы оперы Гуно «Фауст».
Лейбаку посвящена известная Фантазия на темы оперы «Кармен» Франсуа Борна. Именем Лейбака названа улица в его родном городе.